# Gajków
Gajków (niem. Margareth) – wieś w Polsce położona w województwie dolnośląskim, w powiecie wrocławskim, w gminie Czernica.

## Podział administracyjny
Od czasu pierwszego podziału administracyjnego Polski (1944–1950) przez wszystkie późniejsze modyfikacje aż do podziału w latach 1975–1998 miejscowość administracyjnie należała do województwa wrocławskiego, a od 1999 r. – do dolnośląskiego.

## Demografia
Według Narodowego Spisu Powszechnego (III 2011 r.) liczył 1145 mieszkańców. Jest trzecią co do wielkości miejscowością gminy Czernica.

## Historia
Wieś wzmiankowana po raz pierwszy w roku 1276 w dokumencie sygnowanym przez księcia Henryka Probusa, który nadał dobra Gaycowo, w której znajdował się kościół pod wezwaniem św. Małgorzaty, swemu marszałkowi Pakosławowi Zdzieszycowi; równocześnie wspomina się wówczas nazwę Boberwitz, która nawiązuje do bobrów, występujących w owych czasach w okolicach Odry (wieś położona jest na prawym brzegu rzeki, która meandruje tu w jej dolinie – Pradolinie Wrocławskiej). W dokumencie z roku 1310 wymieniany jest Piotr, proboszcz kościoła, a samą miejscowość wzmiankuje się jako Sancta Margaretha - od patronki kościoła, podobnie zresztą, jak w roku 1342 (apud S. Margaretham). W ciągu wieku XIV stosowane są zamiennie nazwy Steyn lub Stein (niem. Stein oznacza „kamień”; nazwa nawiązuje do Kamieńca Wrocławskiego, którego mieszkańcy najprawdopodobniej należeli do parafii kościoła św. Małgorzaty), a także St. Margaretha, a także Boberwinken.
W roku 1348 istniał we wsi folwark klarysek wrocławskich, a w roku 1393 wieś kupił Zakon Krzyżowców z Czerwoną Gwiazdą. W czasie wojny trzydziestoletniej, około roku 1646, drewniany, kryty gontem kościół w Gajkowie (zwanego od roku 1652 Margareth; nazwa ta przetrwała aż do końca II wojny światowej) został splądrowany przez stacjonujących w Jelczu Szwedów, a w roku 1711 ostatecznie rozebrany. W roku 1713 zakończono budowę nowego kościoła, w stylu barokowym.
We wsi istniały przez pewien czas dwa kościoły, przy czym nie wiadomo, kiedy zbudowany został drugi z nich, pod wezwaniem św. Krzyża. Zachowały się jedynie zapiski o tym, że była to obmurowana budowla drewniana, którą rozebrano w 1754 r.; jej ślady widoczne są nieopodal dzisiejszej plebanii. Odkrycie w Dobrzykowicach, gdzie przeniesiono Grób Pański z ołtarza z tego kościoła wskazują, że konsekrowany był on około roku 1650 i jest prawdopodobne, że jest to przybliżona data wybudowania kościoła św. Krzyża.
Pod koniec XVIII wieku we wsi mieszkało około 200 osób zajmujących się rolnictwem i ogrodnictwem. W 1810 zarządzono w Prusach kasatę dóbr klasztornych, po czym tutejszy kościół objęli księża diecezjalni, pięć lat później zbudowano tu klasycystyczną plebanię. W 1834 r. część domów w Gajkowie – w tym plebanię i funkcjonującą od końca XIV wieku szkołę parafialną – zniszczył pożar wsi. Na początku wieku XX zbudowano kanał żeglugowy skracający znajdujące się tu zakola rzeki Odry, przystań dla statków wycieczkowych pływających z Wrocławia do Jelcza, żelazny most nad kanałem oraz ośrodek leczniczy dla chorych na gruźlicę, a w latach 20. XX wieku miały tu swoją siedzibę elżbietanki.
Bezpośrednio po II wojnie światowej wieś nazywała się Bobrowice oraz Kamienie, co nawiązywało do średniowiecznych tradycji, a w 1947 r. nadano jej nazwę dzisiejszą. Część powojennych mieszkańców Gajkowa to przymusowi polscy wysiedleńcy z Kresów Wschodnich, z miejscowości Chodaczków Wielki.

## Zabytki
Do wojewódzkiego rejestru zabytków wpisane są:
- kościół parafialny pw. św. Małgorzaty, z XVII w.
- dom ludowy, ul. Główna 32, z czwartej ćwierci XIX w.

## Seriale telewizyjne
Wadlewo to miejscowość, w której rozgrywa się „wiejska” część akcji serialu emitowanego w Polsacie, pt. Pierwsza miłość. Mało kto wie, że obrazy przedstawiające tę wieś kręcone są w kilku miejscowościach. Jednak najwięcej „wadlewskich” zdjęć pochodzi z Ratowic. W filmie „wystąpiły” już: biblioteka, budynek domu kultury, ulice, przystanek, świetlica, boisko, a ostatnio także jaz. Pozostała część zdjęć kręcona jest w Czernicy, Gajkowie (życie około sklepowe) i Rojowie.